# Дисис, Мэри
Мэри Л. «Нора» Дисис (англ. Mary L. "Nora" Disis) — американский врач-онколог и главный редактор журнала JAMA Oncology.
Она была частью научной группы, которая обнаружила, что молекула HER2/neu является опухолеспецифическим маркером или антигеном.

## Карьера
Дисис — онколог и директор Института противораковой вакцины Вашингтонского университета, Центра трансляционной медицины в женском здоровье и его Института трансляционных медицинских наук.
Она является заместителем декана Медицинской школы Вашингтонского университета, деканом исследований и последипломного образования, заместителем декана трансляционных наук, профессором Хелен Б. Слонакер по исследованию рака, профессором медицины и онкологии и адъюнкт-профессором кафедры акушерства и гинекологии и патологии.
Она является исследователем в Центре исследования рака Фреда Хатчинсона и экспертом в области иммунологии и иммунотерапии рака яичников и молочной железы. Она была частью исследовательской группы, которая обнаружила, что молекула HER2/neu является опухолеспецифическим маркером или антигеном.
Она является главным редактором журнала JAMA Oncology.

### Избранные публикации
- Pathangey LB, McCurry DB, Gendler SJ, Dominguez AL, Gorman JE, Pathangey G, Mihalik LA, Dang Y, Disis ML, Cohen PA. Surrogate in vitro activation of innate immunity synergizes with interleukin-7 to unleash rapid antigen-driven outgrowth of CD4+ and CD8+ human peripheral blood T-cells naturally recognizing MUC1, HER2/neu and other tumor-associated antigens. Oncotarget[англ.]. 2017 Feb 14;8(7):10785-10808. doi: 10.18632/oncotarget.13911. PMID 27974697; PMCID: PMC5355224.